# إيفيلين روبرتس
إيفيلين روبرتس (بالإنجليزية: Evelyn Roberts)‏ هو ممثل بريطاني (وحمل سابقاً جنسية المملكة المتحدة لبريطانيا العظمى وأيرلندا)، ولد في 28 أغسطس 1886 في المملكة المتحدة، وتوفي بنفس المكان في 30 نوفمبر 1962.

## وصلات خارجية
- إيفيلين روبرتس على موقع IMDb (الإنجليزية)
- إيفيلين روبرتس على موقع أول موفي (الإنجليزية)
- إيفيلين روبرتس على موقع قاعدة بيانات برودواي على الإنترنت (الإنجليزية)
- إيفيلين روبرتس على موقع قاعدة بيانات الأفلام السويدية (السويدية)
- إيفيلين روبرتس على موقع قاعدة بيانات الفيلم (الإنجليزية)
- إيفيلين روبرتس على موقع كينوبويسك (الروسية)